# Luis Ramiro
Luis Vicente Ramiro (Madrid, 23 de abril de 1976) es un cantante y compositor español.

## Trayectoria artística
Nació en 1976 en el madrileño barrio de San Cristóbal de los Ángeles, a los 20 años aprendió a tocar el bajo y a los 23 compuso sus primeras canciones con la guitarra. Tras trabajar como controlador de cámara en televisión y en eventos familiares, a los 25 comenzó a dar sus primeros conciertos con el apoyo de Alberto Pérez e Hilario Camacho. Se produjo diversas maquetas: Por no molestar (2002), Rodeado de genios (2003) y Tristefeliz (2005).
En 2007 ganó el Certamen Jóvenes Creadores y firmó con Sony BMG y lanzó su primer disco, Castigado en el cielo, que contó con la producción de Vicent Huma y la colaboración de Lichis en la canción Descafeinado. Rompe con su discográfica en 2008 y en abril de 2009 la compañía independiente Relocos Records publica su segundo disco, Dramas y caballeros, producido por Pancho Varona, José Antonio Romero y Antonio García de Diego. El álbum se comercializó en dos formatos especiales: en vinilo, y en una caja desplegable que incluía junto al CD un DVD con un documental en que se hablaba de la vida de Luis Ramiro, quien aparecía cantando algunos temas en acústico. Este último mereció una nominación al Grammy Latino por el «mejor diseño de packaging» de 2009. El sencillo Romper, cuyo videoclip dirigió Icíar Bollaín, lo radiaron las principales radiofórmulas españolas. Ese mismo año fue invitado por Kepa Junkera a colaborar en su disco Etxea.
En febrero de 2010 Ramiro ganó el Premio Guille, otorgado por la Asociación de Salas de música en directo La Noche en vivo, al «mejor cantautor» de 2009, reconocimiento que consiguió en 2011 por segundo año consecutivo. Ese año también actuó como telonero de Pablo Milanés.
En marzo de 2011, también con Relocos Records, apareció su tercer disco, El mundo por delante, con la producción de Juan Guevara y Felipe Guevara.
Sus dos siguientes discos los financió a través de micromecenazgo. El cuarto, El monstruo del armario (2013), lo produjeron de nuevo los hermanos Guevara, y en la canción Annie Hall contó con la colaboración de Luis Eduardo Aute. Para el quinto, Magia (2016), consiguió aportaciones de más de 600 mecenas. Su primer sencillo, Contigo, fue estrenado junto con un videoclip y el lanzamiento de su nuevo canal en VEVO el 15 de enero de 2016.
En 2014, participó en el programa de televisión Hit, la canción, donde varios compositores presentaban una canción a un artista de renombre, que elegía una de ellas. En su caso, su canción, Atrévete, fue elegida por Sergio Dalma, pasando así a la final del concurso.
En sus conciertos ha contado en ocasiones con la colaboración de artistas como Luis Eduardo Aute, Carlos Chaouen, Pedro Guerra, Ismael Serrano, Pereza, La Cabra Mecánica o Conchita. Es asiduo de las salas Libertad 8, Galileo Galilei o El Búho Real. Suele aparecer con cierta frecuencia junto a cantantes como Marwan, Carlos Siles o Andrés Lewin.
La única verdad

### Discografía[7]
- Por no molestar, 2002, maqueta
- Rodeado de genios, 2003, maqueta
- Triste feliz, 2005, maqueta
- Castigado en el cielo, 2007
- Dramas y caballeros, 2009
- El mundo por delante, 2011
- El monstruo del armario, 2013
- Magia, 2016
- A solas en Fnac, 2017, en directo
- 2029, 2019

#### Colaboraciones
- Libertad 8 Templo de la Canción de Autor, canción Hoy.
- Cantautores de Lavapiés, tres canciones
- Central Musical, Vol. 1, canción Humano

### Libros
- Te odio como nunca quise a nadie, 2014
- Rojo Chanel, 2015
- Te quiero como siempre quise odiarte, 2016
- Poemas para infancias mal curadas, 2017
- Metralla y purpurina, 2018